# 沖津那奈
沖津 那奈（おきつ なな、1989年11月7日-）は、ジョイスタッフに所属していたフリーアナウンサー。 神奈川県出身、埼玉県育ち。

## 経歴・人物
埼玉県立浦和西高等学校、成城大学文芸学部卒業。大学卒業後はPR会社に勤務。その後、ジョイスタッフに所属。趣味は、ご当地サイダー・ドライブ・ラグビー観戦・サウナなど。
2015年から 『南関東地方競馬中継』（スカパー!・南関東地方競馬チャンネル）『東京シティ競馬中継』（TOKYO MX）のキャスター・リポーターを務めたが2019年3月に卒業。
活動末期は『WORLD MARKETZ』（TOKYO MX）を主なレギュラー番組としていた。月〜水曜日を担当。
2021年8月13日放送の『WORLD MARKETZ』で同番組からの卒業を発表。その後8月24日の本人のtwitterでジョイスタッフを退所し、アナウンサー業も卒業することを発表した。

## 資格
- ファイナンシャル・プランナー 2級
- ニュース時事能力検定 2級
- 温泉ソムリエ
- 日本語検定 2級
- 漢字検定 3級
- フランス語検定 4級
- サウナ・スパ健康アドバイザー

## 出演番組

### テレビ番組
- WORLD MARKETZ（TOKYO MX）アシスタント
- 知っトク!なるとちっ（とちぎテレビ）アシスタント
- 南関東地方競馬中継（南関東地方競馬チャンネル）キャスター・リポーター
  - 東京シティ競馬中継（TOKYO MX）
- 江東ワイドスクエア（江東ケーブルテレビ）
- 知らなきゃ損する相続税対策（BS12）
- デイリーニュース（J:COM すみだ・台東）中継リポーター
- シャキット!（チバテレ）リポーター
- しながわEYE（ケーブルテレビ品川）リポーター
- スマイルレポート（らーばんねっと）リポーター
- ハピはぴ・モーニング〜ハピモ〜（チバテレ）リポーター

### ラジオ番組
- The Right Stuff（i-dio HQ Selection）ナレーター
- Ａmanekチャンネル（Ａmanekチャンネル）ナビゲーター
- 七色音楽堂（アール・エフ・ラジオ日本）パーソナリティ